# Luisita Leers
Luisita Leers (née en 1909 à Wiesbaden et morte en 1997) est une trapéziste et acrobate allemande.

## Biographie
Luisita Leers naît à Wiesbaden en 1909 dans une famille d’artistes de cirque : sa mère Gertrude est acrobate, et son père adoptif Guido Krökel spécialiste des anneaux. Entraînée par Krökel à partir de ses six ans, elle fait ses débuts dans sa troupe en mars 1920, âgée de seulement onze ans. Elle est alors capable d’effectuer des figures habituellement réservées aux hommes, comme la croix de fer ou la planche. Leers se produit ensuite au trapèze dans un numéro en solo qu’elle présente en Finlande et dans plusieurs cirques européens.
La célébrité de Leers débute lorsqu’elle est repérée, à 17 ans, par John Ringling (un des frères Ringling). Elle rejoint le Ringling Bros. and Barnum & Bailey Circus en 1928. Elle fait partie des artistes contribuant à mettre en évidence, par leurs corps musclés, les bienfaits de l’exercice physique, conformément aux tendances de l’époque. Elle se produit d’ailleurs en justaucorps blanc sans manche, comme les hommes, et est remarquée pour sa force et sa musculature du haut du corps. Son numéro, sans filet, comporte des figures impressionnantes, comme des tours autour du trapèze tenu au niveau des coudes, ou une suspension par la nuque.
Elle se produit à Paris en 1932, en 1935 au cirque Medrano, en 1936 à l’Alhambra, où la critique la compare à Miss Athléta ou à Katie Sandwina.
Elle retourne en Allemagne en 1936 et habite chez ses parents à Brunswick. Après la Seconde Guerre mondiale et plusieurs années de privations, elle ne parvient pas à retrouver une forme physique suffisante pour reprendre sa carrière et effectue une reconversion comme traductrice.